# Штраубе, Карл

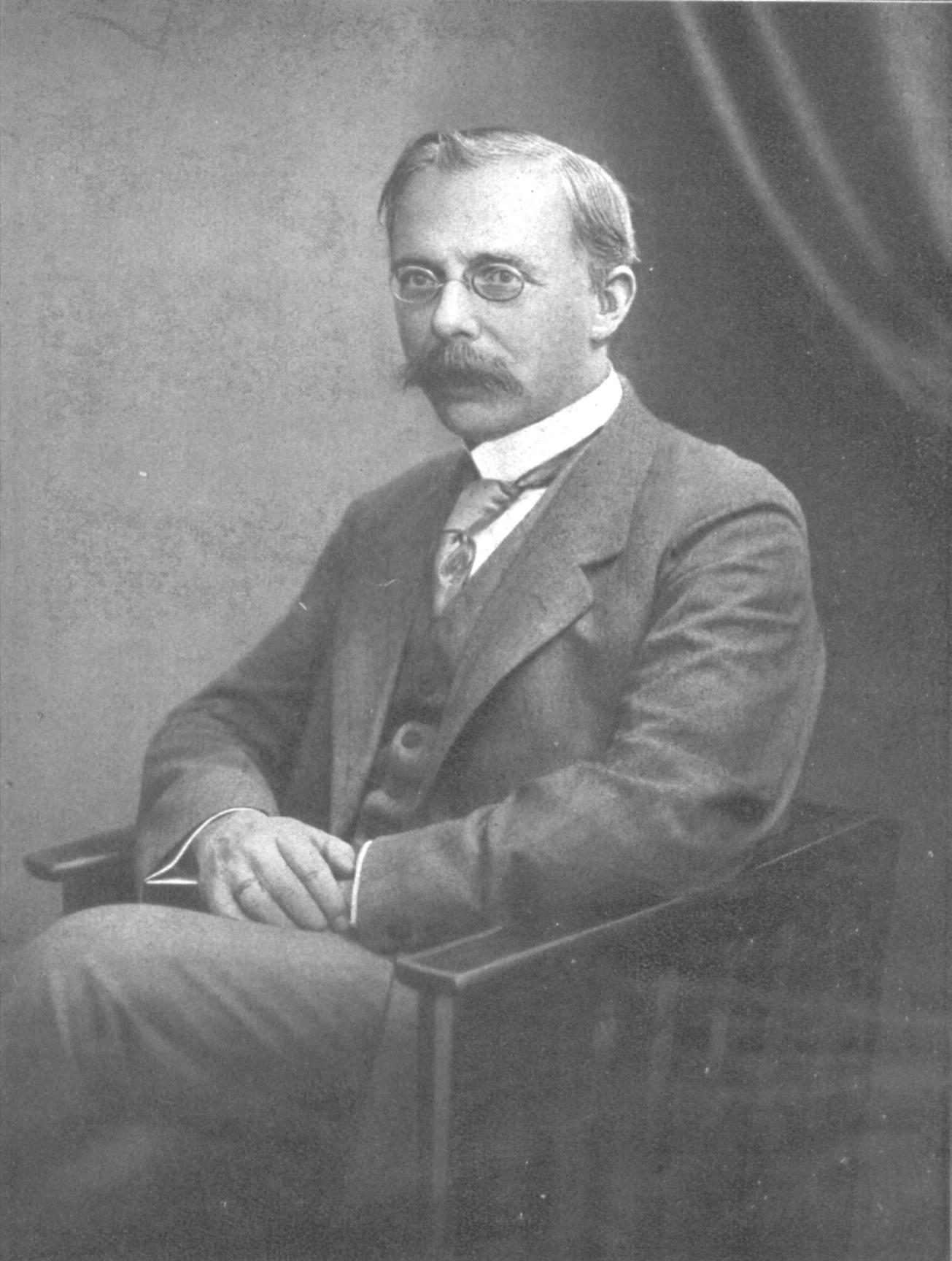
Карл Штраубе (1914)

Карл Штра́убе (нем. Karl Straube; 6 января 1873, Берлин — 27 апреля 1950, Лейпциг) — немецкий органист, хоровой дирижёр, музыкальный педагог.

## Очерк биографии и творчества
Сын органиста, Штраубе обучался основам музыки у отца. Систематического музыкального образования не получил. В 1897 году познакомился с М. Регером, с которым дружил всю жизнь. В том же году занял пост органиста в Виллибрордикирхе в Везеле. Вершина карьеры Штраубе — деятельность в качестве органиста (с 1902 года) и кантора (в 1918—1939 годах) Томаскирхе в Лейпциге. Успешно преподавал искусство игры на органе (с 1908 года профессор Лейпцигской консерватории), заслужил на родине прозвище Organistmacher (буквально «производитель органистов»); среди его учеников Жак Хандшин, Гюнтер Рамин, Карл Рихтер и Хайнц Циклер.
Как исполнитель, до 1913 года Штраубе отдавал предпочтение «оркестровому» стилю регистровки и исполнения, присущему романтической музыке XIX века (Лист, Вагнер и другие), но затем изменил свой стиль, ориентируясь на специфику старинных органов, например, А. Шнитгера и Г. Зильбермана.
Штраубе получил всегерманскую известность как музыкальный просветитель и организатор. В 1904—1923 годах провёл в Лейпциге шесть Баховских фестивалей. В 1919 году при Лейпцигской консерватории основал факультет церковной (лютеранской) музыки (полное название — Kirchenmusikalisches Institut der Evangelisch-Lutherischen Landeskirche Sachsen), возглавлял его до 1941 года. В 1920 году объединил Лейпцигский Баховский хор с хором «Гевандхауза», возглавлял объединённый хор до 1932 года. В 1920—1939 годах он также стоял во главе Томанерхора, дирижировал им и оркестром Гевандхауза в Лейпциге и в ходе гастролей по Европе. Выступал также как редактор органной музыки Баха (редакция Штраубе используется органистами и в XXI веке). Помимо старинной немецкой музыки пропагандировал современную ему органную и хоровую музыку, в том числе М. Регера, А. Онеггера, З. Кодая, А. Мендельсона и других.